# Kırıkkale (prowincja)
Prowincja Kırıkkale (tur. Kırıkkale ili) – jednostka administracyjna w środkowej Turcji (Region Centralna Anatolia – İç Anadolu Bölgesi).

## Dystrykty

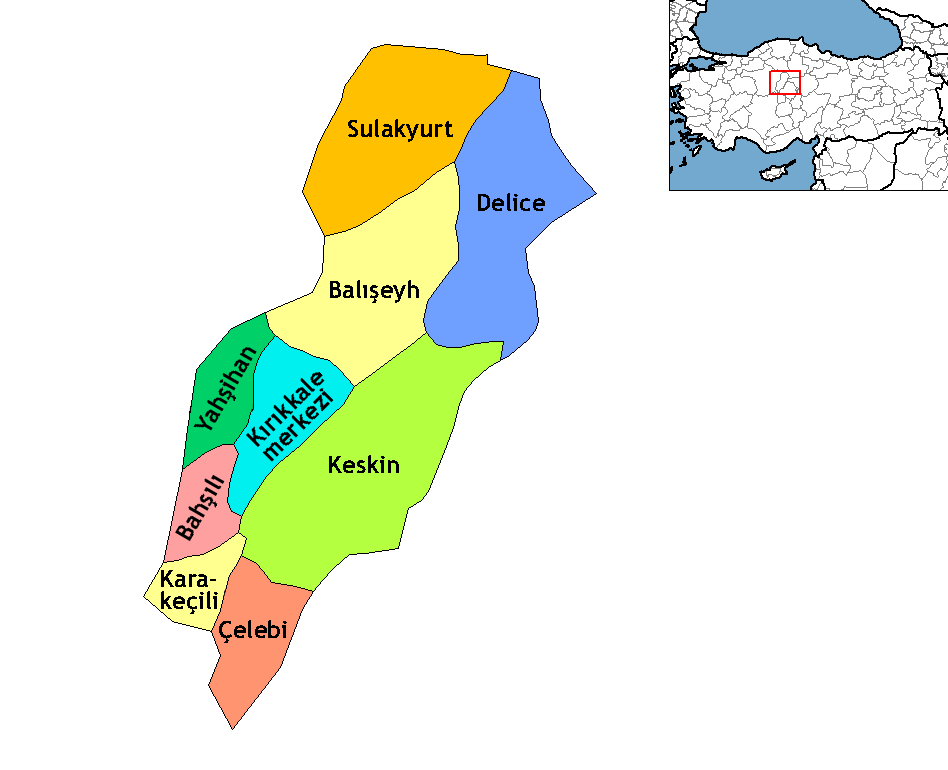
Dystrykty w prowincji Kırıkkale

Prowincja Kırıkkale dzieli się na dziewięć dystryktów:
- Bahşılı
- Balışeyh
- Çelebi
- Delice
- Karakeçili
- Keskin
- Kırıkkale
- Sulakyurt
- Yahşihan